# Brunelles
Brunelles – miejscowość i dawna gmina we Francji, w Regionie Centralnym, w departamencie Eure-et-Loir. W 2013 roku populacja ówczesnej gminy wynosiła 587 mieszkańców. 
W dniu 1 stycznia 2019 roku z połączenia trzech ówczesnych gmin – Brunelles, Coudreceau oraz Margon – powstała nowa gmina Arcisses. Siedzibą gminy została miejscowość Margon. 